# 24847 Polesný
24847 Polesný là một tiểu hành tinh vành đai chính với chu kỳ quỹ đạo là 1354.4373739 ngày (3.71 năm).
Nó được phát hiện ngày 16 tháng 11 năm 1995.